# Pouzac
Pouzac ist eine französische Gemeinde mit 1.108 Einwohnern (Stand 1. Januar 2022) im Département Hautes-Pyrénées in der Region Okzitanien. Sie gehört zum Arrondissement Bagnères-de-Bigorre und zum Kanton La Haute-Bigorre.

## Geographie
Die Gemeinde liegt in der historischen Provinz Bigorre, im Tal des Flusses Adour, rund 17 Kilometer südöstlich von Tarbes und drei Kilometer nordwestlich der Verwaltungshauptstadt Bagnères-de-Bigorre. Nachbargemeinden von Pouzac sind:
- Ordizan im Nordosten,
- Hauban im Osten,
- Bagnères-de-Bigorre im Süden,
- Labassère im Südwesten und
- Trébons im Nordwesten.

Durch das Adour-Tal verlaufen alle wichtigen Verkehrsanbindungen, wie die Départementstraßen D935 und D8, sowie die Bahnlinie von Tarbes nach Bagnères-de-Bigorre.

## Hydrographie
Das Gemeindegebiet wird vom Adour durchquert, während im Ort Pouzac selbst, die Bäche Gailleste und Anou ineinander münden und später den Adour erreichen.
An der östlichen Gemeindegrenze entspringt der Fluss Arrêt-Darré, der zunächst in den Arros mündet, der dann seinerseits aber ebenfalls dem Adour zustrebt.
Im nördlichen Gemeindegebiet zweigt der Canal d’Alaric als rechter Seitenkanal vom Adour ab.

## Geschichte
Als sich Frankreich im Zweiten Weltkrieg unter deutscher Besatzung befand, ermordeten Deutsche in Pouzac 19 Menschen.

## Bevölkerungsentwicklung
| Jahr      | 1968 | 1975 | 1982 | 1990 | 1999 | 2009 | 2020 |
| Einwohner | 953  | 1006 | 1031 | 1000 | 1064 | 1101 | 1110 |

## Sehenswürdigkeiten
- Église Saint-Saturnin, Kirche aus dem 16. Jahrhundert – Monument historique[2]
- Château de l’Angle, Herrenhaus aus dem 19. Jahrhundert – Monument historique[3]